# Piranha 3DD
Piraña 2 (Piranha 3DD según su título original en inglés) es una película de 2012 y secuela de la película de 2010 Piraña 3D. Piraña 2 debe ser distinguida de Piraña II (Piraña II: los vampiros del mar), película de 1981 que a su vez había sido la secuela de Piraña, la película de 1978 que había iniciado la serie de películas homónima.
Piranha 3DD (o Piraña 2) fue dirigida en 2012 por John Gulager y escrita por Marcus Dunstan y Patrick Melton. Está protagonizada por Danielle Panabaker, Matt Bush, David Koechner, Chris Zylka, Katrina Bowden, Gary Busey, Christopher Lloyd y David Hasselhoff. La producción comenzó el 27 de abril de 2011 con un lanzamiento programado para el 23 de noviembre del mismo año; sin embargo, un mes antes de la llegada de esta fecha, se replanteó su distribución para alguno de los meses del año siguiente. La película se liberó en el Reino Unido el 11 de mayo de 2012 y en los EE. UU. el 1 de junio.

## Sinopsis
Un año después del ataque en el lago Victoria por pirañas prehistóricas, una campaña de erradicación ha dejado el lago inhabitable por seguridad, y la propia ciudad se ha abandonado en gran medida como resultado de la bancarrota de su principal fuente de ingresos y turismo.
En un lago cercano, Clayton (Gary Busey) y Mo (Clu Gulager), dos granjeros, caminan por el agua para recuperar el cuerpo de una vaca muerta. Sin embargo varios huevos de pirañas estaban alojados dentro de una cavidad de la vaca y los campesinos son asesinados por el conjunto de voraces peces. Maddy (Danielle Panabaker), una estudiante de biología marina, regresa a casa para el verano en el parque acuático del cual ella es copropietaria.  Ella encuentra horrorizada que el otro copropietario, su padrastro Chet (David Koechner), planea añadir una sección para adultos con temas para el parque acuático como el "agua con certificación strippers ', y volver a abrirlo como "Big Wet". 
Durante una fiesta en el parque acuático por la noche, Maddy se encuentra con varios amigos, incluyendo a su exnovio policía Kyle (Chris Zylka), y Leon (Matt Bush), que en secreto está enamorado de ella desde el séptimo curso de la escuela. También se encuentra con Ashley (Meagan Tandy) y Shelby (Katrina Bowden), su mejor amiga, y ve a su novio Josh (Jean-Luc Bilodeau), quienes al anochecer fueron a nadar desnudos al lago, donde una piraña se abre camino dentro de su vagina. Mientras tanto, Ashley y su novio Travis (Paul James Jordan) hacen el amor en su camioneta. Ellos accidentalmente pisan el freno de mano, haciendo que el vehículo se dirija hacia el lago, donde ambos son devorados.
Mientras que el dúo intenta superar su miedo al agua después de haber sido atacado hace un año, David Hasselhoff también hace una aparición como celebridad socorrista. Tras el descubrimiento de la conexión entre el parque y el río subterráneo, los intentos de Maddy para cerrar el parque acuático, son detenidos por Chet y Kyle. Las pirañas se abren camino a la zona y comienza el ataque, matando a muchos de los socorristas y los asistentes al parque acuático. El alguacil Fallon utiliza una escopeta adaptada en la prótesis de sus piernas para salvar a los visitantes, mientras que Hasselhoff, después de rescatar a un niño llamado David, se vuelve satisfecho de que finalmente se ha convertido en un salvavidas real. En medio del caos, Chet es decapitado por un cable de baja colgando después de intentar huir y escapar sin importarle lo sucedido. Barry comienza a drenar las piscinas. Sin embargo Maddy, que se dirigía a rescatar a las personas desde el agua, queda atrapada en la succión y es arrastrada hasta el fondo de la piscina. Después de que Kyle se negara a salvarla, Barry, a pesar de no saber nadar, se tira al agua y la lleva a la superficie. Otro empleado, Big Dave, echa gasolina en las tuberías. Termina de fumar marihuana y con el cigarro de marihuana prendido lo echa junto con la gasolina y el agua, causando una explosión la cual mata a la mayoría de las pirañas. Mientras tanto Kyle, quien estaba frustrado de no poder salvar a su novia, es asesinado accidentalmente por una caída de tridente. Las celebraciones se interrumpen porque Maddy recibe una llamada  proveniente del Dr. Goodman, quien horrorizado les informa que las pirañas ahora son capaces de moverse sobre la tierra. La película termina mostrando cómo una piraña se desprende de la piscina y decapita al pequeño niño David, mientras que la grabación y una multitud toma imágenes del cuerpo del niño. En la escena poscréditos, Hasselhoff está realizando una presentación en una playa con un tridente, durante lo que es un anuncio para una película llamada "FishHunter".

## Reparto
- Danielle Panabaker como Maddy.
- Matt Bush como Barry.
- Katrina Bowden como Shelby.
- Jean-Luc Bilodeau como Josh.
- David Koechner como Chet.
- Chris Zylka como Kyle.
- Adrian Martinez como Big Dave.
- Paul James Jordan como Travis.
- Meagan Tandy como Ashley.
- David Hasselhoff como él mismo.
- Christopher Lloyd como Dr. Goodman
- Paul Scheer como Andrew
- Gary Busey como Clayton
- Clu Gulager como Mo
- Sierra Fisk como Bethany
- Matthew Lintz como David
- Kevin James como Kai, Los 2 Papás de Maddy y Josh.
- John Goodman como Johnny, Los 2 Papás de Maddy y Josh.

## Producción
En octubre de 2010, Dimension Films anunció que había asegurado a John Gulager para dirigir la película. La filmación tendría lugar entre el 17 de enero y el 18 de febrero en Baton Rouge con una fecha de lanzamiento para agosto de 2011. En el mes de marzo la producción de la película se retrasó y Joel Soisson fue traído para producir la película y reescribir el guion de Melton Dunstan. El rodaje comenzó en Wilmington, Carolina del Norte, el 25 de abril de 2011, rodando los eventos que ocurren en el parque acuático Jungle Rapids y en el centro comunitario Shaw-Speaks. Soisson afirmó que en la elección de un lugar para grabar Piranha estaba buscando una "ciudad icónica de América" que "podría estar en cualquier parte". Asimismo, también indicó que las rebajas de impuestos y la variedad geográfica de Carolina del Norte los habían convencido para elegir el escenario de Luisiana.
El rodaje finalizó el 27 de mayo de 2011 después de 33 días con tres semanas de trabajo en el Jungle Rapids. La película se rodó con ayuda de dispositivos 3D para no tener la necesidad de convertirla luego en posproducción; es de rescatar que Piraña 3DD es la primera película en 3D del director de fotografía Alexandre Lehmann, y que su edición estuvo a cargo de Devin C. Lussier y Martin Bernfeld.

## Lanzamiento
La película fue programado para ser lanzado el 23 de noviembre de 2011, pero un retraso de varios meses en el inicio del rodaje significó el plazo de noviembre no se pudo cumplir. Un mes antes de la fecha prevista de lanzamiento en noviembre, la fecha fue empujado de nuevo a una fecha no especificada 2012. El 3 de marzo de 2012, se anunció que la película iba a ser lanzado simultáneamente a los cines ya través de los servicios de vídeo a la carta. El 14 de marzo se anunció que la película iba a ser puesto en libertad 1 de junio de 2012 en los Estados Unidos. La película fue estrenada el 11 de mayo de 2012 en el Reino Unido. En los Estados Unidos, recibió solamente un lanzamiento limitado, que se muestra en solo 75 cines.

## Taquilla
La película hizo impacto muy pequeño en su primer fin de semana de estreno en el Reino Unido, sus recibos de caja para el primer fin de semana eran solo £ 242.889, situándose en el número 8. Bajo presupuesto películas que no eran nuevas versiones, como la pesca del salmón en el Yemen alcanzó el # 7, un puesto por encima de Piranha 3DD. Al final de su recorrido limitado, que había ganado un total oficina del Reino Unido casilla de 688.269 dólares.
La película no hizo bruto y en América del Norte ya sea, que recaudó apenas $ 376.512 en sus 3 semanas de duración. En total, Piranha 3DD fue significativamente mejor a escala internacional, acumulando el 95% de sus 8.493.728 dólares brutos en el exterior y raspado por poco un beneficio. La película fue muy popular en Malasia, donde recaudó más de $ 1.000.000.

## Formato casero
La película fue estrenada el 4 de septiembre de 2012 en un 3D Blu-ray "paquete combo", Blu-ray y DVD con las tres ediciones contienen copias digitales en los EE. UU. En el Reino Unido se estrenó el 3 de septiembre de 2012 en DVD y Blu-ray 3D (2D con una versión Blu-ray incluido). La película fue distribuida antes de alquilar a través de Redbox. El DVD que se conoce como Piranha DD.

## Recepción
Piranha 3DD ha recibido críticas negativas y actualmente tiene un índice de aprobación del 12% y una calificación media de 3.2/10 en Rotten Tomatoes, basada en 43 opiniones. El consenso del sitio web dice lo siguiente: "se esfuerza por la sangre derramada y la consideración de su predecesora, no obstante, a pesar de algunos cameos de celebridades, el resultado es desalentador y no es más que una simple comedia de terror"  Igualmente, la cinta posee una puntuación de 24 sobre 100 en Metacritic, que es "generalmente desfavorable" en su sistema de calificación.
Leslie Felperin de Variety dio a la película una crítica negativa, afirmando que ésta "hace tanto uso de la autoparodia que es prácticamente una caricatura de los Wayans Brothers, aunque con menos bromas". Ben Rawson-Jones dio al filme una crítica mordaz con una calificación de 1 estrella sobre 5 posibles, siendo muy crítico con el uso del 3D y la dirección a pesar de su disfrute de la película original.
La película fue nominada a dos premios Razzie como peor precuela, remake, Rip off o secuela y peor actor de reparto por David Hasselhoff; sin embargo, no logró quedarse con las estatuillas ya que estas fueron arrebatadas por La saga crepúsculoː Amanecer - Parte 2.

### Premios y nominaciones
| Premio                   | Categoría                | Nominados                                                      | Resultado    | Ref.   |
| ------------------------ | ------------------------ | -------------------------------------------------------------- | ------------ | ------ |
| Chainsaw Awards          | Peor película            |                                                                | Tercer lugar | [ 12 ] |
| Premios Golden Schmoes   | Peor película del año    |                                                                | Nominada     | [ 13 ] |
| Premios Golden Trailer   | Peor trailer             | Dimension Films y AV Squad                                     | Ganadora     | [ 14 ] |
| Premios Golden Trailer   | Peor poster              | Dimension Films, AV Squad y Blood & Chocolate Productions Ltd. | Ganadora     | [ 14 ] |
| Premios Golden Raspberry | Peor remake o secuela    |                                                                | Nominada     | [ 15 ] |
| Premios Golden Raspberry | Peor actor de reparto    | David Hasselhoff                                               | Nominado     | [ 15 ] |
| Teen Choice Awards       | Mejor película de terror |                                                                | Nominada     | [ 16 ] |